# Mount Weir
Mount Weir är ett berg i Antarktis. Det ligger i Östantarktis. Nya Zeeland gör anspråk på området. Toppen på Mount Weir är 3 518 meter över havet.
Terrängen runt Mount Weir är kuperad åt sydväst, men åt nordost är den bergig. Trakten är obefolkad. Det finns inga samhällen i närheten.